# Margareta de Blois

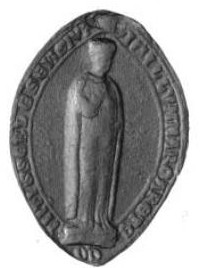
Sigiliul Margaretei de Blois

Margareta de Blois (în franceză: Marguerite de Blois) (d. 1230) a fost contesă de Blois de la anul 1218 până la moarte.
Margareta a fost fiica lui Theobald al V-lea de Blois cu Alix de Franța. Pe linie maternă, ea era nepoata regelui Ludovic al VII-lea al Franței și a Eleanorei de Aquitania.
Margareta fost măritată de trei ori, cu următorii:
1. Hugue d'Oisy, senior de Montmirail
2. Otto I, conte de Burgundia, cu care a avut doi copii: Ioana I de Burgundia și Beatrice a II-a de Burgundia
3. Gauthier d'Avesnes, cu care a născut pe Maria de Blois